# Dekanat żukowski
Dekanat żukowski – jeden z 48 dekanatów eparchii moskiewskiej obwodowej Rosyjskiego Kościoła Prawosławnego. Obejmuje cerkwie położone w Żukowskim, w rejonie ramieńskim obwodu moskiewskiego. Funkcjonuje w nim pięć cerkwi parafialnych miejskich, cerkiew filialna i cerkiew-baptysterium.
Funkcję dziekana pełni protojerej Nikołaj Strukow.

## Cerkwie w dekanacie[1]
- Cerkiew św. Jana Chrzciciela w Żukowskim

Cerkiew Nowomęczenników i Wyznawców Żukowskich w Żukowskim
- Cerkiew św. Michała Archanioła w Żukowskim
- Cerkiew Przemienienia Pańskiego w Żukowskim
- Cerkiew Świętych Kosmy i Damiana w Żukowskim
- Cerkiew św. Pantelejmona w Żukowskim

Cerkiew-baptysterium Iwerskiej Ikony Matki Bożej